# Standfussia sachalina
Standfussia sachalina är en fjärilsart som beskrevs av Matsumura 1931. Standfussia sachalina ingår i släktet Standfussia och familjen säckspinnare. Inga underarter finns listade i Catalogue of Life.